# Bir Ganduz
Bir Ganduz (in arabo بئر كندوز‎?, nota anche come bi'r qandūz, Bir Gandus, Bir Gandús, Bir Gandouz o  Anzarane) è un comune rurale del Sahara Occidentale, sul confine mauritano, nella provincia di Aousserd.

## Geografia fisica
È situata pochi chilometri a nord dal confine mauritano, fa parte della regione del Río de Oro . La città è all'interno del sesto muro marocchino e lo rasenta.
La sua altitudine è di 126 m s.l.m.
È il punto di transito privilegiato fra la Mauritania e il Sahara Occidentale per chi percorre da nord a sud e al contrario, il percorso costiero che dal Marocco va verso la costa occidentale dell'Africa. Fra il confine mauritano e il muro marocchino c'è uno spazio lungo sette chilometri, una terra di nessuno teoricamente in mano al Polisario, dove è estremamente pericoloso uscire dalla strada vista la presenza di mine e campi minati.

## Bir Ganduz a Tindouf
Nelle quattro wilaya in cui si strutturano i campi dei rifugiati Saharawi a Tindouf, Bir Ganduz è una daira nella provincia di Aousserd della RASD.

## Amministrazione

### Gemellaggi
- Albacete[9]
- Carmignano
- Colle di Val d'Elsa
- Fivizzano
- Massa e Cozzile
- Piombino
- Suvereto

Vedasi in proposito il sito del Coordimaneto regionale di solidarietà.